# 小口埃氏電鰻
小口埃氏電鰻（学名：Eigenmannia microstoma）為輻鰭魚綱電鰻目線鰭電鰻科的其中一種，為熱帶淡水魚，分布於南美洲巴西聖弗朗西斯科河流域，體長可達18.7公分，棲息在底中層水域，生活習性不明。
其种加词“microstoma”意为“小口的”。